# Anders Carlsson (brottsling)
Per Anders Gunnar Carlsson, tidigare Nihler, född 20 januari 1942 i Värnamo, död 15 juli 2007 i Sundsvall, var en svensk brottsling, dömd för styckmordet på Hannu Rajala i Stockholm 1987. Han presenterade sig själv som manager för rockgrupper, skivproducent, psykolog, vetenskapsman och läkare. Han var även dömd för en rad vålds- och egendomsbrott.

## Biografi

### Uppväxt
Carlsson (då Nihler) växte upp i Värnamo med sina föräldrar Gunnar och Margit Nihler. Han hoppade av realskolan 1958 efter att blivit misstänkt för misshandel av en klasskamrat. Detta ledde till psykologsamtal och liten personutredning på Länssjukhuset Ryhov, då mentalsjukhus, men den 16-årige Carlsson beviljades åtalseftergift. Han arbetade därefter som mopedbud i faderns affärsrörelse. Modern dog 1948, 38 år gammal. Fadern anställde då en hushållerska för att sköta om sonen och hemmet. Under 1960-talet började Carlsson intressera sig för amerikanska bilar och den nya popmusiken. Han arbetade på Lövsta ungdomsvårdskola som fritidsledare en tid innan han 1967 blev chaufför och manager åt popbandet Midniters från Gislaved. Hans liv blev alltmer utsvävande med dyra bilar och drömmar om egen företagsamhet. Han anordnade skoldanser och öppnade en medlemsklubb, Red House Club, i Gislaved.

### Brott och straff
Carlsson gjorde personlig konkurs 1968 samt dömdes för bedrägeri, grovt bedrägeri och urkundsförfalskning till ett års fängelse. År 1971 dömdes han för intrång i upphovsrätt. År 1975 dömdes han åter för grovt bedrägeri samt förskingring till ett års fängelse och därefter även för rattfylleri. Hans ekonomi förbättrades avsevärt när fadern Gunnar Nihler avled 1977 och han som enda barn ärvde allt. År 1981, då boende i Göteborg, dömdes Carlsson av Göteborgs tingsrätt till fängelse i fem år för mordförsök och olaga tvång. Domen överklagades till Göta hovrätt som sänkte påföljden till tre år. Villkorligt frigiven dömdes han 1983 av Göteborgs tingsrätt till två års fängelse för otukt med barn. Carlsson överklagade domen till Göta Hovrätt som fastställde tingsrättens dom. 
Den 29 juli 1985 rånade han Föreningsbanken i Friggesund i Hälsingland, på 8 210 svenska kronor. Under året bytte han även efternamn till Carlsson. Hudiksvalls tingsrätt dömde honom för rån och som påföljd överlämnades han till sluten psykiatrisk vård. Carlsson överklagade påföljden till Hovrätten för Nedre Norrland, som inte fann anledning att ändra tingsrättens dom. Det var tredje gången som han genomgick en rättspsykiatrisk undersökning men första gången som han bedömdes vara sjuk och i behov av vård. Efter först fem månader på Ulleråkers sjukhus, samt fyra månader på Bollnäs sjukhus friskförklarades Carlsson. Han bosatte sig i Stockholm och var först inneboende i en villa i Järfälla kommun men fick 1987 en egen lägenhet  genom Bostadsförmedlingen på Melongatan 23 i Hässelby gård.

### Mordet på Hannu Rajala
Carlsson fick vid denna tid uppdraget att vara manager för det finska heavy metal-bandet Shock Tilt, som efter vissa finska framgångar försökte utveckla sin karriär i Sverige. Han fick på detta sätt anledningar att träffa bandmedlemmarna i Shock Tilt, bland annat deras gitarrist Hannu Rajala. På kvällen den 27 november 1987 mördades och styckades Rajala av Carlsson i dennes lägenhet på Melongatan. Rajala sövdes först med eter, varefter han våldtogs, ströps och styckades. Kvarlevorna placerade Carlsson i svarta plastsäckar, vilka han senare dumpade i  Dalälven vid Gysinge. Den 6 december 1987 gjorde några privatpersoner en makaber upptäckt. Infruset vid strandkanten vid Granön, Gysinge låg några plastsäckar med likdelar.
Carlsson häktades den 29 januari 1988 som skäligen misstänkt för mordet på Hannu Rajala. Han åtalades för brottet den 9 maj. Rättegången i Stockholms tingsrätt inleddes den 16 maj och avslutades den 10 juni 1988. Anders Carlsson dömdes av Stockholms tingsrätt för mord samt även för falsk angivelse och bedrägeri. Innan dom avkunnades genomgick Carlsson en stor rättspsykiatrisk undersökning och överlämnades därefter till sluten psykiatrisk vård med särskild utskrivningsprövning. Domen överklagades till Svea hovrätt som den 27 december 1988 fastställde tingsrättens dom. Carlsson placerades på Sundsvalls sjukhus avdelning 85 psykiatriska kliniken 3, känt som Sidsjöns rättspsykiatriska anstalt.

## Avslut
Carlsson kom att tillbringa nästan 20 år på den Rättspsykiatriska regionkliniken i Sundsvall. 1998 blev han misshandlad av två andra patienter som sparkade honom och skållade honom med kokhett kaffe. Han lyckades rymma vid två tillfällen. Första gången var den 6 maj 1990, då han avvek från en bevakad permission. Han befann sig i så kallad utevaro under hela fyra veckor. En stor del av tiden tillbringade han i Hamburg, där han också greps. Under tiden i Hamburg kontaktade han bland annat hårdrockbandet Reptile Smile, och utgav sig vara Andy G. Nihler, från Stand 'n Deliver Production, Los Angeles. Han erbjöd sina tjänster som manager till det redan etablerade Stockholmsbandet. Tre år senare, den 15 september 1993, avvek han åter från en permission och försvann i egen bil till Norge. Det blev en förvirrad och kortvarig utevaro.
Trots Carlssons extrema och spektakulära brott uteblev det närgångna mediaintresset nästan helt. Journalisten Dick Sundevall besökte honom på Sidsjön 1991 och 1994 då han för TV4 gjorde den korta dokumentärfilmen Styckmördaren Anders Carlsson. Sundevall berättade om sin kontakt med Carlsson i sin bok Det farliga Sverige.
År 2006 drabbades Anders Carlsson av en hjärnblödning, som gjorde att han fick permission för att bo på ett vårdhem. På vårdhemmet drabbades han av en infektion som ledde till hans död.
Anders Carlsson erkände aldrig mordet på Hannu Rajala.
Han är begravd på Värnamo Norra Kyrkogård tillsammans med sina föräldrar.

## Sammanställning verkliga och föregivna uppdrag
Under sitt vuxna liv mellan 25 och 45 års ålder hade Carlsson flera verkliga uppdrag som bland annat manager och konsult, men föregav sig också vid ett antal tillfällen syssla med olika fiktiva verksamheter.
| Namn                                | År        | Verksamhet |
| ----------------------------------- | --------- | --- |
| Midniters                           | 1967      | Existerande popband från Gislaved som Anders Nihler var chaufför och manager för.                                                |
| Carter Production                   | 1967-1970 | Påhittad verksamhet som Anders Nihler alias Andy Carter/James Deehan figurerade i.                                               |
| Red House Club                      | 1968      | Existerande diskotek i Gislaved som Anders Nihler drev med NN.                                                                   |
| Populär Musik ekonomisk förening    | 1970-1972 | Existerande artistförmedling i Stockholm som Anders Nihler drev med rockbanden Friendship Time, Syndikatet och Jupiter.          |
| Indigo Music                        | 1973      | Påhittad reklambyrå i Stockholm med Anders Nihler.                                                                               |
| AB Service Entreprenör              | 1974      | Existerande åkeri i Stockholm som Anders Nihler drev med NN.                                                                     |
| Camarge                             | 1975      | Påhittat popband i London med Anders Nihler alias David Golumb som manager.                                                      |
| International Publicity Consultants | 1980      | Påhittat konsultföretag i beteende/psykologi-branschen i Göteborg där Anders Nihler och dennes alias dr. Peter Clint figurerade. |
| Flaming Youth                       | 1982      | Påhittad musikgrupp i Göteborg med Anders Nihler och vän.                                                                        |
| Praise                              | 1986      | Existerande andlig musikgrupp i Stockholm med Anders Carlsson som manager för några musicerande tonåringar.                      |
| Zoe                                 | 1986      | Påhittad andlig musikgrupp i Stockholm med Anders Carlsson.                                                                      |
| Appearance Playground               | 1987      | Påhittad verksamhet med kristet samfund och ungdomsgård i ett, med Anders Carlsson alias Kain.                                   |
| Shock Tilt / AC Management          | 1987      | Existerande hårdrocksband med Hannu Rajala i Stockholm som Anders Carlsson/ACE var manager för.                                  |